# Хејзел Грин (Алабама)
Хејзел Грин (енгл. Hazel Green) насељено је место без административног статуса у америчкој савезној држави Алабама.

## Демографија
По попису из 2010. године број становника је 3.630, што је 175 (-4,6%) становника мање него 2000. године.
| Група             | 2000.         | 2010.         |
| Белци             | 3.508 (92,2%) | 3.180 (87,6%) |
| Афроамериканци    | 101 (2,7%)    | 215 (5,9%)    |
| Азијати           | 19 (0,5%)     | 15 (0,4%)     |
| Хиспаноамериканци | 67 (1,8%)     | 83 (2,3%)     |
| Укупно            | 3.805         | 3.630         |